# Liste der Biografien/Benu
Liste der Biografien |
Portal Biografien |
Personensuche
# |
A |
B |
C |
D |
E |
F |
G |
H |
I |
J |
K |
L |
M |
N |
O |
P |
Q |
R |
S |
T |
U |
V |
W |
X |
Y |
Z |
?
 
Ba |
Be |
Bd |
Bg |
Bh |
Bi |
Bj |
Bl |
Bm |
Bn |
Bo |
Br |
Bs |
Bu |
Bw |
By |
Bz
 
Bea–Beb |
Bec |
Bed |
Bee |
Bef |
Beg |
Beh |
Bei |
Bej |
Bek |
Bel |
Bem |
Ben |
Beo |
Bep |
Beq |
Ber |
Bes |
Bet |
Beu |
Bev |
Bew |
Bex |
Bey |
Bez
 
Bena |
Benb |
Benc |
Bend |
Bene |
Benf |
Beng |
Benh |
Beni |
Benj |
Benk |
Benl |
Benm |
Benn |
Beno |
Benq |
Benr |
Bens |
Bent |
Benu |
Benv |
Benw |
Beny |
Benz
Die Liste der Biografien führt alle Personen auf, die in der deutschsprachigen Wikipedia einen Artikel haben. Dieses ist eine Teilliste mit 14 Einträgen von Personen, deren Namen mit den Buchstaben „Benu“ beginnt.

## Benu

### Benua
- Benua, Irina Nikolajewna (1912–2004), sowjetisch-russische Architektin und Restauratorin

### Benuc
- Benucci, Francesco († 1824), italienischer Bassist und Opernsänger
- Benucci, Zenobio Maria (1779–1824), italienischer Ordensgeistlicher und römisch-katholischer Apostolischer Vikar von Tibet Hindustan

### Benum
- Benum, Børge (* 1963), norwegischer Skispringer
- Benum, Pål (1935–2021), norwegischer Leichtathlet

### Benus
- Beňuš, Matej (* 1987), slowakischer Kanute
- Benusi, Gaspër (1850–1931), albanischer Lehrer, Didaktiker und Übersetzer
- Benusiglio, Mario (1950–2014), italienischer Autorennfahrer
- Benussi, Femi (* 1945), italienische Schauspielerin
- Benussi, Francesco (* 1981), italienischer Fußballtorhüter
- Benussi, Giovanni (* 1948), italienischer Architekt und Politiker
- Benussi, Ruggero (1924–2004), italienischer Politiker
- Benussi, Vittorio (1878–1927), italienischer Philosoph und Psychologe

### Benuz
- Benuzzi, Dario (* 1946), italienischer Autorennfahrer